# 53 Eridani
53 Eridani (Sceptrum, 53 Eri) – gwiazda w gwiazdozbiorze Erydanu, odległa od Słońca o około 170 lat świetlnych.

## Nazwa
Gwiazda ta ma tradycyjną nazwę Sceptrum, która wywodzi się z łaciny i oznacza „berło”. Wiąże się to z faktem, że była to najjaśniejsza gwiazda historycznej konstelacji o nazwie Sceptrum Brandenburgicum (Berło Brandenburskie). Międzynarodowa Unia Astronomiczna w 2017 roku formalnie zatwierdziła użycie nazwy Sceptrum dla określenia tej gwiazdy (ściślej: jaśniejszego składnika 53 Eri A).

## Właściwości fizyczne
Jest to gwiazda podwójna, której głównym składnikiem jest olbrzym, należący do typu widmowego K2. Układ ten cechuje duży ruch własny. Składnik A ma obserwowaną wielkość gwiazdową 4,02m, jego towarzysz 6,95m; gwiazdy dzieli odległość 1,1 sekundy kątowej (pomiar z 2015 r.).